# Viticoltura in Azerbaigian
La viticoltura in Azerbaigian è l'insieme delle attività di coltivazione di uva e produzione di vino svolte nel paese. La regione che oggi costituisce l'Azerbaigian produceva vino sin dal secondo millennio a.C. Il territorio dell'Azerbaigian moderno ha una lunga storia di produzione vinicola, riscoperta durante scavi archeologici negli insediamenti di Kültəpə e Qarabağlar.
Dopo la caduta dell'Unione Sovietica e il ripristino dell'indipendenza azera, sono stati fatti ardenti tentativi per far rivivere e modernizzare l'industria vinicola azera. Oggi i vigneti si trovano anche nelle colline delle montagne del Caucaso e nelle pianure di Kur-Araz vicino al fiume Kura. Nel XXI secolo, Ganja, Nakhchivan e la regione separatista del Nagorno-Karabakh controllata dalla Repubblica di Artsakh autoproclamata sono emerse come centri di produzione vinicola nella regione. Tra i vitigni utilizzati per produrre vino azero ci sono Pinot nero, Rkats'iteli, Pinot bianco, Aligote e Matrassa. I vitigni locali originari dell'Azerbaigian e delle regioni vicine includono White Shani, Bayanshire e Madrasa.

## Storia

### Il vino azero nell'antichità e nel medioevo
Prima dell'arrivo del comunismo, quando lo stato si chiamava Repubblica Socialista Sovietica Azera, la nazione aveva un'industria vinicola che risaliva al II millennio a.C. La lunga storia vinicola azera è stata riscoperta da scavi archeologici negli insediamenti di Kültəpə, Qarabağlar e Galajig, dove gli archeologi hanno trovato su delle pietre fenomeni di fermentazione e stive di antiche navi che avevano residui di acini d'uva. Gli antichi greci erano consapevoli della presenza di produzione di vino nell'area, almeno dal VII secolo a.C. (secondo Erodoto). Successivamente Strabone avrebbe parlato del vino azero per I secolo a.C., quando l'area si chiamava ancora Albania. Gli storici e geografi arabi, tra cui Abu'l-Fida, Al-Masudi, Ibn Hawqal e Al-Muqaddasi, descrissero l'estesa viticoltura intorno a Gäncä e Bərdə che prese piede dopo la conquista islamica dell'area.

### Il vino azero durante il periodo sovietico
La produzione di vino azero avviene soprattutto nelle zone economiche di Gäncä-Qazakh e Shirvan. I vigneti in queste regioni contano per il 7% della terra coltivata nella nazione. Le regioni sono famose per 17 varietà di vite da tavola e 16 di uva da tavola, la maggior parte delle cultivar di vino sono Pinot Nero.
L'Azerbaijan è uno dei principali produttori di vino della regione del Mar Caspio. 
Contemporaneamente alla produzione di vino negli anni '70 del secolo scorso le autorità sovietiche vollero ambiziosamente sviluppare anche il settore del grano.
Per decreto speciale del Gabinetto dell'Azerbaigian vennero allocati più fondi nel settore dando tra i 70000 e gli 80000 ettari di terreno per i vigneti. I piani iniziali erano di produrre almeno 3 milioni di tonnellate d'uva all'anno dal 1990.
Grazie all'incremento produttivo già nel 1982 produceva 2,1 milioni di tonnellate d'uva.
L'industria portò 100 milioni di rubli all'anno
La maggior parte dei vini prodotti in Azerbaigian durante il periodo sovietico furono esportati in Russia, Bielorussia e nell'area baltica anche se durante gli anni '80 le esportazioni rallentarono a causa del proibizionismo di Gorbachev.

### Il vino azero oggi
Attualmente ci sono 10 cantine e vigneti che producono vino nel paese.
La più grande è la Vinagro, creata nel 2006. Ha un vigneto a Göygöl vicino Gäncä creato nel 1860 da immigrati tedeschi.
Le esportazioni verso altri paesi sono in costante crescita grazie alla buona qualità dei prodotti vinicoli dell'Azerbaigian.
La maggior parte dei prodotti è attualmente destinata ai mercati russi ed europei, oltre a nuovi mercati in crescita per il vino azero come Cina 
A causa della crescente domanda, sono state create nuove piantagioni di uva su oltre 100 ettari nella regione Shamkir dell'Azerbaijan
Sin dall'indipendenza dell'Azerbaigian nel 1991 i vini azeri hanno vinto 27 premi in competizioni internazionali.
Nel 2003 sono stati prodotte 3790 tonnellate di vino, che sono salite a 4005 nel 2005 e 7200 nel 2007.
Malgrado la vodka sia considerata parte della "cultura del bere" durante il periodo sovietico, il vino azero era uno dei preferiti in Russia anche durante il proibizionismo di Gorbachev.
L'Azerbaigian ha lo scopo di ottenere una maggior reputazione nel mercato del vino unendosi all'International Organization of Vine and Wine (OIV).
Nel 2012, il presidente azero ha approvato il decreto "Programma di stato per lo sviluppo della crescita di uva for 2012-2020"..

## Clima
La geografia montuosa dell'Azerbaigian e la sua vicinanza al vasto Mar Caspio creano un'ampia varietà di macro e microclimi che dipendono dalla posizione esatta, dall'altitudine, dalla latitudine, dall'orientamento e dall'inclinazione dei pendii. Sebbene generalmente considerato un clima continentale, le regioni vinicole dell'Azerbaigian possono sperimentare stagioni vegetative che vanno da moderatamente calde con inverni secchi a molto fresche con vendemmie piovose e umide e inverni rigidi, tanto che quasi il 10% dei vigneti azeri necessita di una qualche forma di protezione invernale. Quasi la metà di tutti i vigneti azeri deve ricorrere a qualche tipo di irrigazione per far fronte alle periodiche siccità durante i caldi mesi estivi.
Le temperature medie annue per molte regioni vinicole azerbaigiane variano tra 10,5 e 15,5 °C (51-60 °F). L'Azerbaigian comprende le regioni III, IV e V sulla scala di sommatoria termica, con aree che vedono da 3.000 a 4.600 gradi giorno. Le precipitazioni annuali nelle pianure, dove viene coltivata la maggior parte dell'uva, fino alle colline variano da 250 a 600 mm.

## Vitigni
I vitigni autoctoni azeri sono:
- Baya: Un vitigno bianco autoctono, utilizzato per la produzione di vini bianchi secchi e aromatici.
- Madrasa: Un altro vitigno bianco autoctono, noto per la sua alta acidità e adatto alla produzione di vini bianchi secchi e spumanti.
- Tabriz: Un vitigno a bacca nera autoctono, utilizzato per la produzione di vini rossi corposi e fruttati.
- Öküzgözü: Un vitigno a bacca nera autoctono, noto per il suo aroma speziato e utilizzato per la produzione di vini rossi robusti.

## Vini

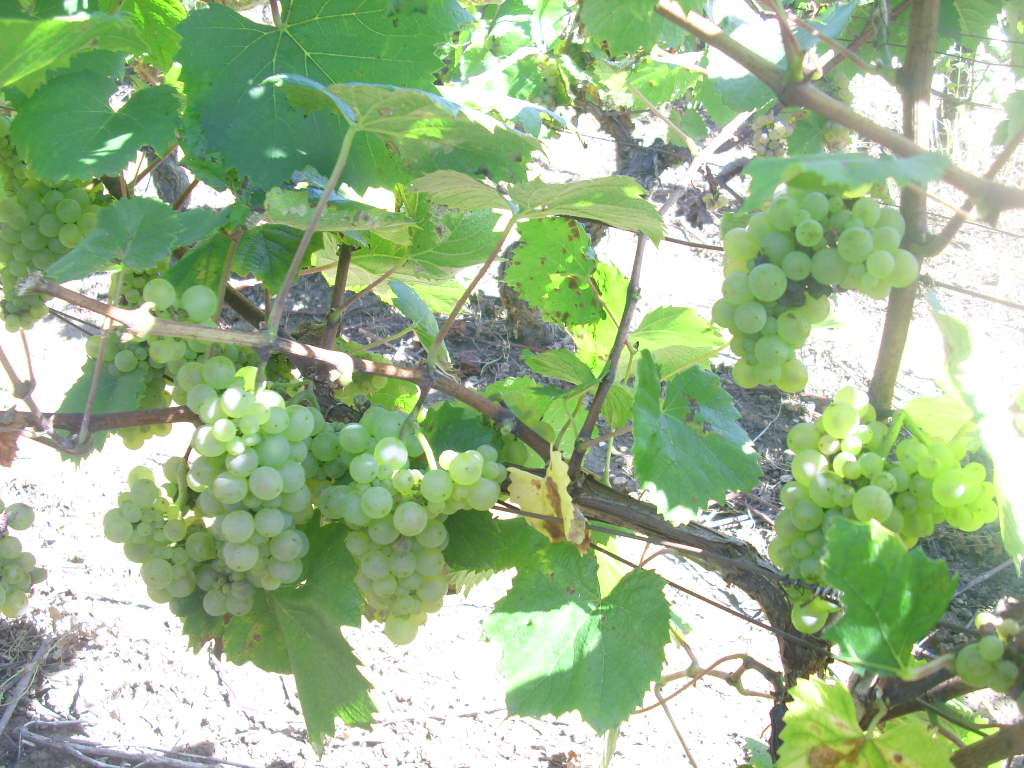
Le piantagioni di Aligoté stanno aumentando in Azerbaigian.

In Azerbaigian, i vini fatti dall'uva sono chiamati sharab  mentre il vino prodotto da altri frutti tra cui le mele, i melograni e le more sono chiamati nabiz. Altri assortimenti sono chiamati chakhyr. Secondo gli storici, ci sono più di 450 differenti categorie di uva selvatica in Azerbaigian che sono state usate per la produzione di vino nel corso della storia azera.
Tra i nomi storici dei marchi di vino ci sono Reyhani, Jumhuri, Mishmish, Valani, Arastun, Handigun e Salmavey. 
Marchi attuali sono: Shahdagh, Chinar, Sadili, Ağdam, Kurdamir, Aghstafa e Madrasali. Altri come "Giz Galasi" (Torre della Vergine), "Yeddi Gozal" (Sette Bellezze), "Gara Gila" e "Naznazi"  fatti da uve Madrasa uva rosa sono esclusive dell'Azerbaijan essendo autoctone del paese di Madrasa del Distretto di Şamaxı. Rkats'iteli è un altro tipo di uva e usata nel nord-ovest dell'Azerbaijan.